# Angelo Jelmini
Angelo Jelmini, né le 3 novembre 1893 à Muralto et mort le 24 juin 1968 à Lugano, est un prêtre catholique suisse, administrateur apostolique de Lugano de 1935 à 1958.

## Biographie
Angelo Jelmini est né le 3 novembre 1893 à Muralto d'un père tailleur de pierre.
Il fréquente le petit séminaire de Pollegio, puis le grand séminaire de Lugano. Il est ordonné prêtre le 28 juin 1917 et devint curé à Bodio. 
À partir de 1927, il anime un patronage de garçons à Lugano. Le 16 décembre 1935, le pape Pie XI l'a nommé évêque titulaire de Thermae Basilicae (de) et administrateur apostolique dans le diocèse de Lugano.
Le nonce apostolique en Suisse, l'archevêque Filippo Bernardini, lui confére l'ordination épiscopale le 2 février 1936 ; les co-consécrateurs étaient l'évêque de Sion, Viktor Bieler, et l'évêque de Coire, Laurenz Matthias Vincenz. Pendant la Seconde Guerre mondiale, après l'armistice conclu entre l'Italie et les Alliés en 1943, il s'est engagé pour l'aide aux réfugiés italiens et polonais. Angelo Jelmini a présidé la Conférence des évêques suisses de 1952 à 1967.
Il est nommé assistant au trône pontifical et comte romain en 1945. 
Il est le premier à mettre en œuvre les réformes liturgiques du concile Vatican II dans un diocèse italophone. 
Il meurt le 24 juin 1968 à Lugano.